# Фабричный (Приморский край)
Фабри́чный — бывший посёлок, ныне — микрорайон посёлка городского типа Хрустальный в Кавалеровском районе Приморского края России.

## История
Посёлок был образован при строительстве центральной обогатительной фабрики (фабрика № 1) (1947—2001) Хрустальненского горно-обогатительного комбината. Во время существования комбината в посёлке располагался также ремонтно-механический цех. Градообразующим предприятием являлась ЦОФ. В 1972 году посёлок Лудьё переименован в Фабричный. В 2006 году был включён в состав посёлка городского типа Хрустальный в качестве микрорайона.

## Инфраструктура
В микрорайоне расположена основная часть инфраструктуры посёлка Хрустальный (образовательная школа, детский сад, отделение Почты России, дом культуры, пожарная часть).

## Галерея

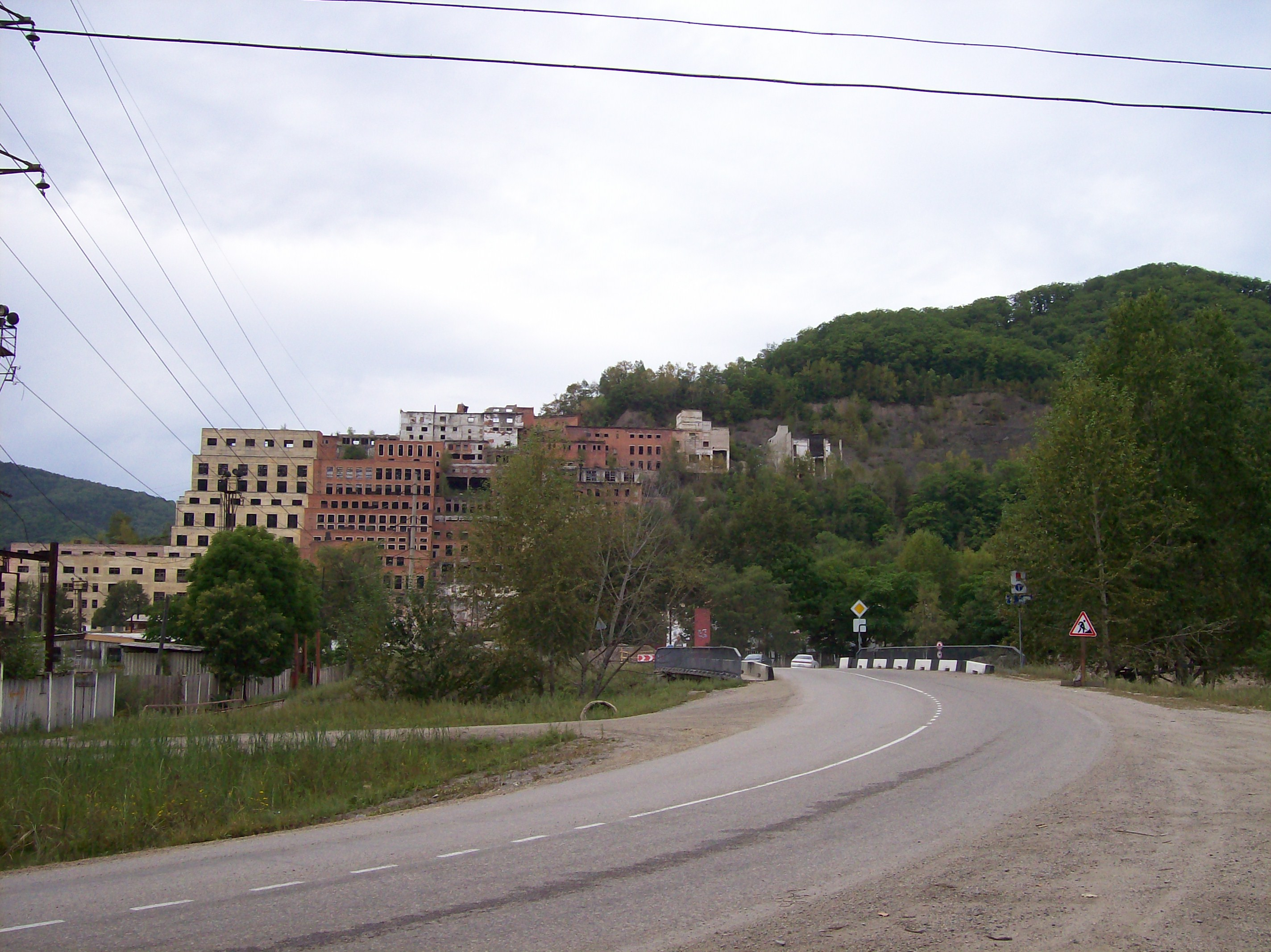
Руины ХГОКа
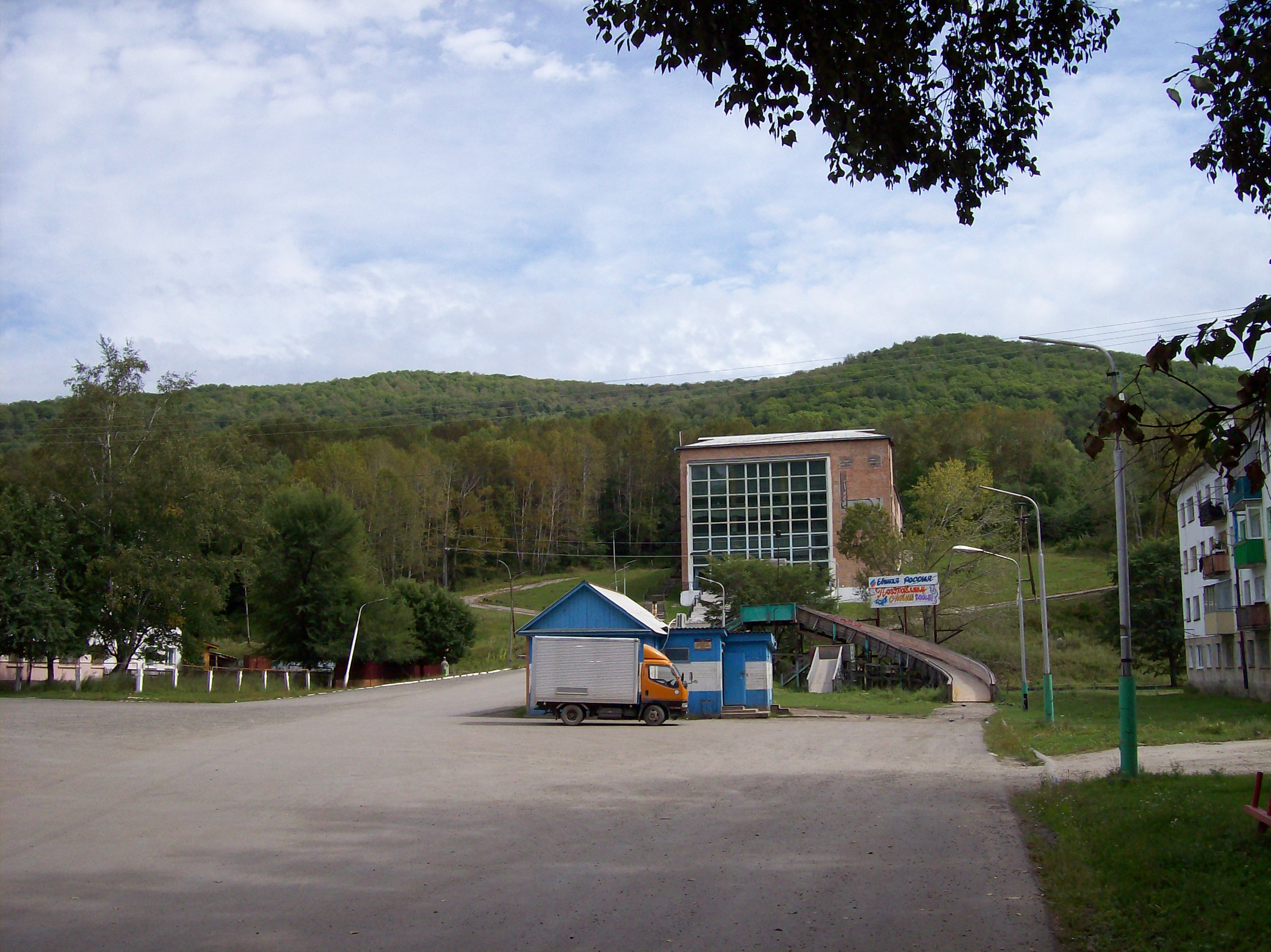
Дом культуры
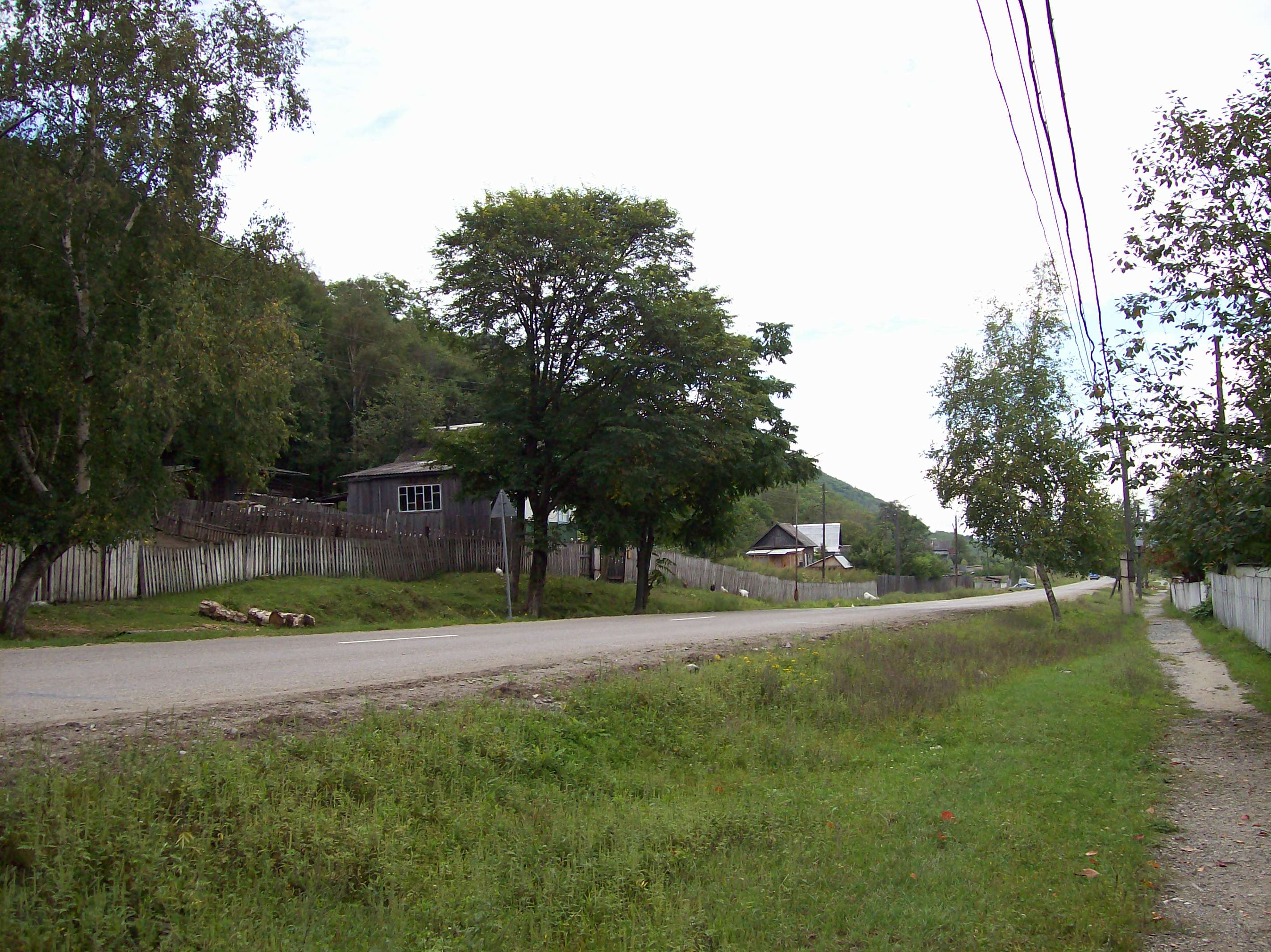
Автодорога на Кавалерово
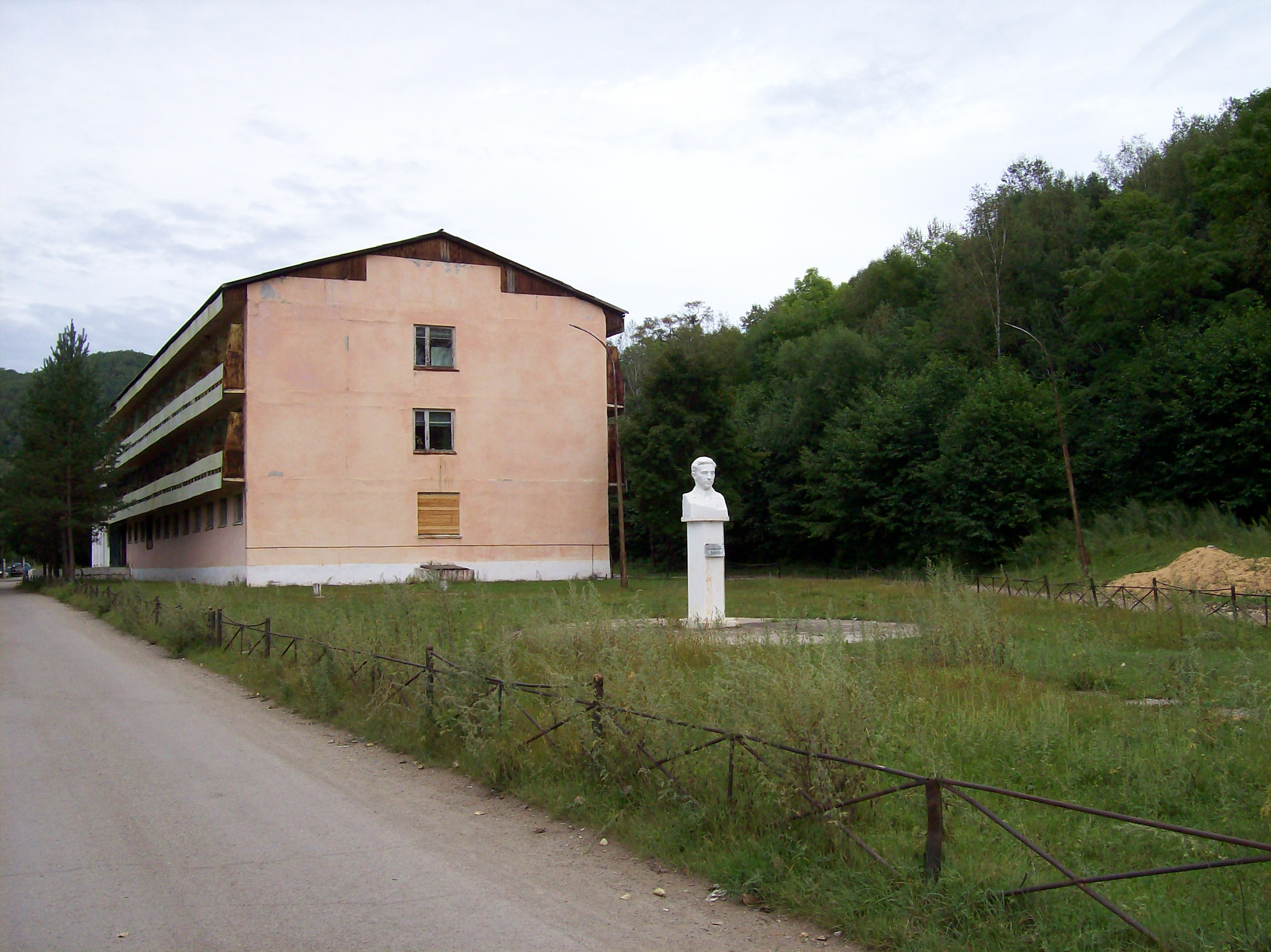
Бюст Герою Социалистического Труда, бригадиру проходчиков ХГОКа Бойко М. Н. На заднем плане — заброшенный дом отдыха «Горняк»